# Madlaine Traverse
Pour les articles homonymes, voir Traverse (homonymie).
Madlaine Traverse, née Mary Businsky, le 1er août 1875 à Cleveland (Ohio), morte dans la même ville le 7 janvier 1964, est une actrice américaine du cinéma muet.

## Filmographie partielle
- 1913 : The Other Woman
- 1913 : Leah Kleschna (en) de J. Searle Dawley
- 1914 : Three Weeks de Perry N. Vekroff
- 1915 : The Closing Net d'Edward José
- 1916 : The Shielding Shadow (en)
- 1916 : Fruits of Desire d'Oscar Eagle
- 1916 : Ravengar (The Shielding Shadow) de Louis J. Gasnier et Donald MacKenzie
- 1917 : Pauvre petite fille riche (The Poor Little Rich Girl)  de Maurice Tourneur
- 1917 : Sins of Ambition  d'Ivan Abramson
- 1918 : The Caillaux Case  de Richard Stanton
- 1918 : La Zone dangereuse (The Danger Zone)  de Frank Beal
- 1919 : La Poupée vivante (Gambling in Souls)  de Harry F. Millarde
- 1919 : La Ruse et l'amour (The Love That Dares)  de Harry F. Millarde
- 1919 : La Force de l'hérédité (en) (When Fate Decides)  de Harry F. Millarde
- 1919 : La Sauvageonne (Rose of the West)  de Harry F. Millarde
- 1919 : La Faute splendide (it) (The Splendid Sin) de Howard M. Mitchell
- 1919 : Snares of Paris  de Howard M. Mitchell
- 1919 : Lost Money  d'Edmund Lawrence
- 1920 : The Iron Heart (en)
- 1920 : Satan (The Penalty) de Wallace Worsley

## Galerie

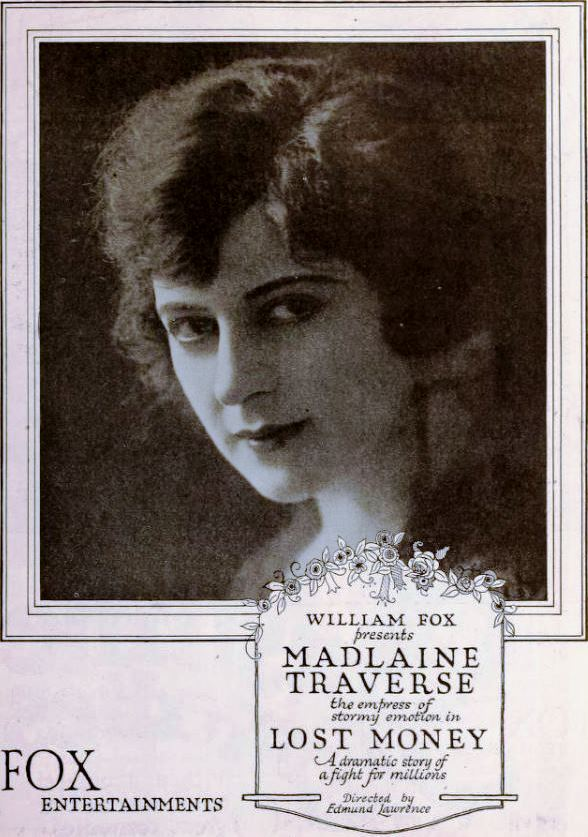
Affiche pour le film Lost Money
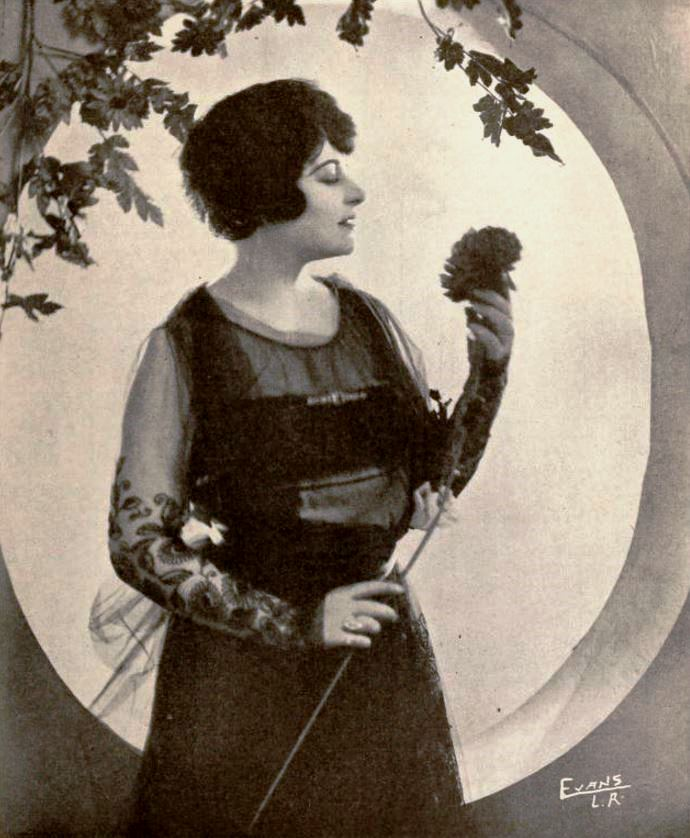
Madlaine Traverse en 1919
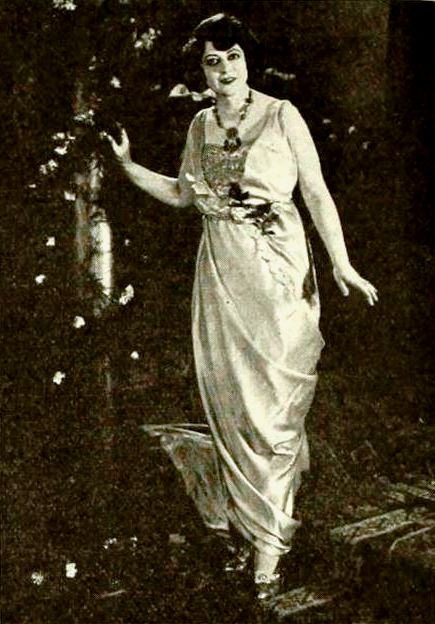
Madlaine Traverse dans le film La Force de l'hérédité